# Massimo Ciulli
Massimo Ciulli (Roma, 2 dicembre 1940 – Roma, 21 giugno 2023) è stato un arbitro di calcio italiano.

## Biografia
Anche il figlio Stefano è stato arbitro, arrivando fino alla Serie C.

## Carriera
Nato a Roma nel 1940, faceva parte della sezione AIA capitolina.
Nel 1972, a 31 anni, arriva in Serie B, debuttandovi il 4 giugno, alla terzultima di campionato, in Catania-Taranto 1-0, giocata sul neutro di Siracusa.
Il 21 aprile 1974 esordisce in Serie A, arbitrando Fiorentina-Vicenza del 26º turno di campionato, vinta per 1-0 dai veneti.
Il 29 giugno dello stesso anno dirige la finale di Coppa Italia Semiprofessionisti vinta dal Monza per 1-0 sul Lecce, giocata a Lucca.
Nel 1981 arbitra una gara in ambito internazionale, il ritorno dei sedicesimi di finale di Coppa delle Coppe tra i tedeschi orientali della Lokomotive Lipsia e i gallesi dello Swansea City del 30 settembre, sfida vinta per 2-1 dai padroni di casa.
Il 14 febbraio 1982 dirige Juventus-Milan della 19ª giornata di campionato, vinta per 3-2 dai bianconeri con tripletta di Nanu Galderisi.
Due anni dopo, il 18 marzo 1984 arbitra il derby Milan-Inter del 23º turno di Serie A, terminato 0-0.
Nello stesso anno è insignito del Premio Giovanni Mauro, come miglior arbitro della stagione 1983-1984, nella quale aveva diretto 11 gare in Serie A, 7 in Serie B e 1 in Coppa Italia.
Dirige l'ultima gara in carriera il 18 novembre 1984, Ascoli-Napoli 1-1, 9º turno di Serie A.
In totale in carriera ha diretto 87 gare in Serie A e 84 in Serie B.